# Euphorbia hainanensis
Euphorbia hainanensis är en törelväxtart som beskrevs av Léon Camille Marius Croizat. Euphorbia hainanensis ingår i släktet törlar, och familjen törelväxter.
Artens utbredningsområde är Hainan (Kina). Inga underarter finns listade i Catalogue of Life.